# Tři vznešení a pět vladařů
Tři vznešení a pět vladařů (čínsky v českém přepisu san-chuang wu-ti, pchin-jinem sān huáng wǔ dì, znaky 三皇 五帝) je skupina mytologických vládců, původně božských či polobožských bytostí, podle tradiční čínské chronologie panujících ve 29. – 21. století př. n. l. Po nich následovala legendární dynastie Sia. Složení obou skupin, třech vznešených i pěti vládců, je v různých starověkých čínských textech odlišné.

## Tři vznešení
Mezi tři vznešené (čínsky v českém přepisu san-chuang, pchin-jinem sān huáng, znaky 三皇) vládce byli počítáni:
- Suej Žen, Fu-si, Šen-nung (v Šang-šu ta-čuan, 尚書大傳);
- Fu-si, Suej Žen, Šen-nung (v Li chan-wen-ťia 禮含文嘉, Čchun-čchiou ming-li sü 春秋命歷序);
- Fu-si, Nü Wa, Šen-nung (v Čchun-čchiou jün-tou šu, 春秋運斗樞);
- Fu-si, Ču Žung, Šen-nung (v Li chao-š’-ťi, 禮號謚記);
- Fu-si, Šen-nung, Ču Žung (v Siao-ťing kou-ming ťüe, 孝經鈎命決);
- Fu-si, Šen-nung, Suej Žen (v Paj-chu-tchung, 白虎通);
- Fu-si, Šen-nung a Chuang-ti (Žlutý císař) (v Knize dokumentů).[1]

Poslední varianta, Fu-si, Šen-nung a Chuang-ti je uvedena v předmluvě ke Knize dokumentů, jejíž autorita převážila ostatní zdroje a vedla k obecnému uznání této trojice. V čínských legendách je Třem vznešeným přisuzováno zavedení základních civilizačních dovedností, Fu-si měl vynalézt lov zvěře a ryb, Šen-nung zemědělství a Žlutý císař, praotec chanských Číňanů, zpracování kovů, architekturu a lékařství.

## Pět vladařů
Vladařů bylo z většího počtu polobožských a legendárních postav vybráno pět pod vlivem učení o pěti fázích/prvcích. Mezi pět vládců byli řazeni:
- Žlutý císař, Čuan-sü, Kchu, Jao a Šun (v Ta Taj li-ťi 大戴禮記, Š’-pen 世本, Lü-š’ čchun-čchiou 呂氏春秋 a Zápiscích historika),
- Mi-chu (宓戱, či Mi-si 宓戲, tj. Fu-si), Šen-nung, Žlutý císař, Jao a Šun (v Plánech válčících států, Knize proměn, Čuang-c’, Chuaj-nan-c’ 淮南子, San-tchung-li 三統曆),
- Tchaj-chao, Jen, Žlutý císař, Šao-chao, Čuan-sü (v Lü-š’ čchun-čchiou, Knize obřadů, Čchien-fu-lun 潛夫論),
- Šao-chao, Čuan-sü, Kchu, Jao a Šun (v Knize písní, Ti-wang š’-ťi 帝王世紀);
- Žlutý císař, Šao-chao, Čuan-sü, Kchu a Jao (v C’-č’ tchung-ťien waj-ťi 資治通鑒外紀 z 11. století).[1]

## Galerie

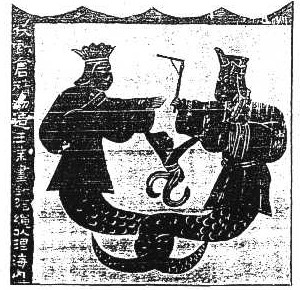
Fu-si a Nüwa
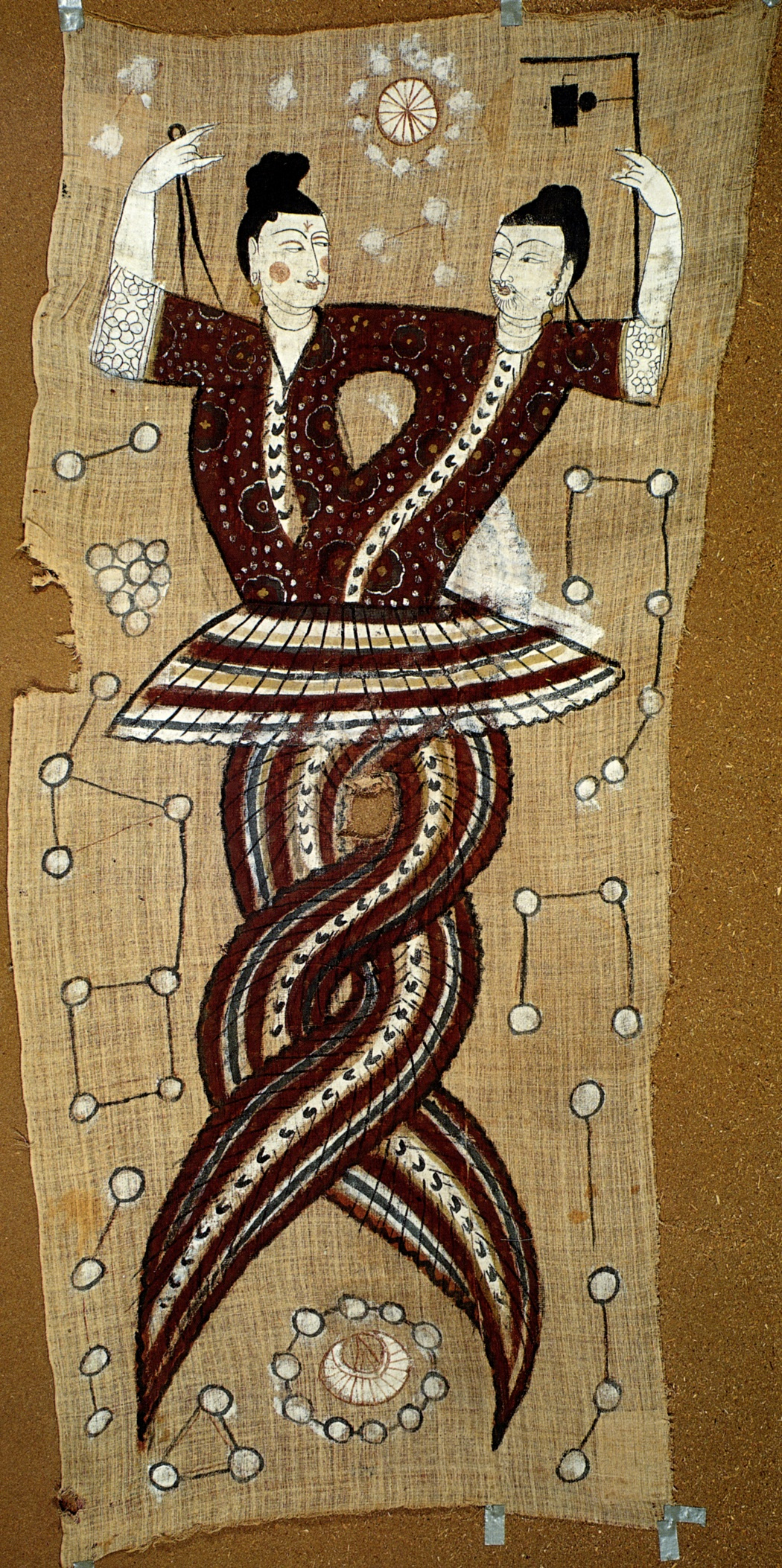
Fu-si a Nüwa
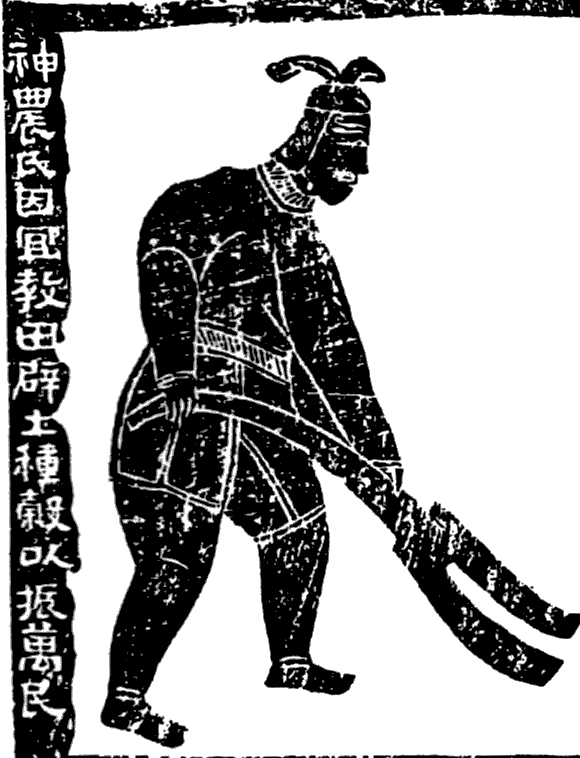
Šen-nung
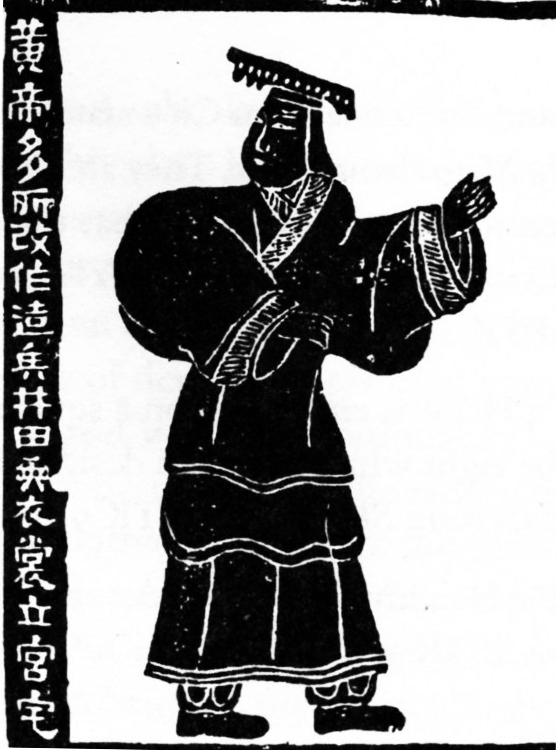
Žlutý císař
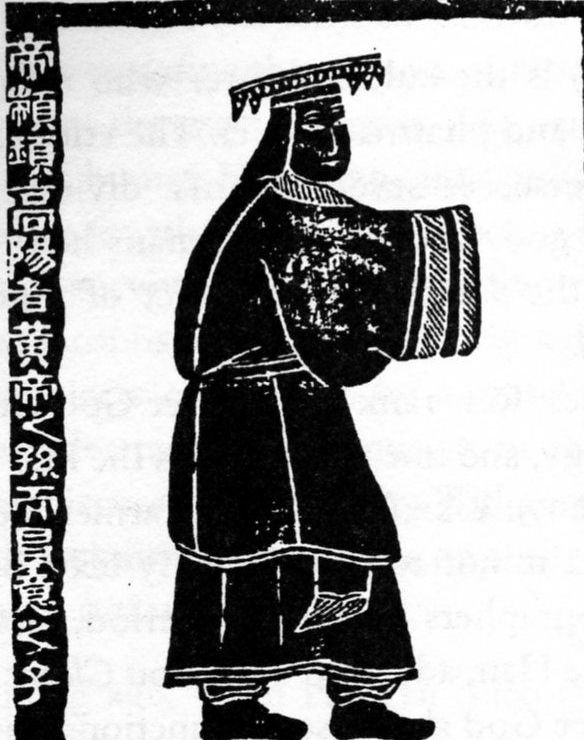
Čuan-sü
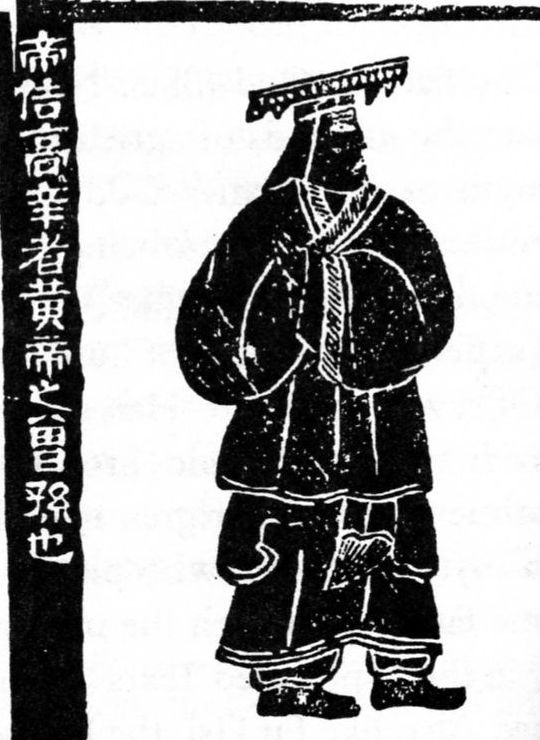
císař Kchu
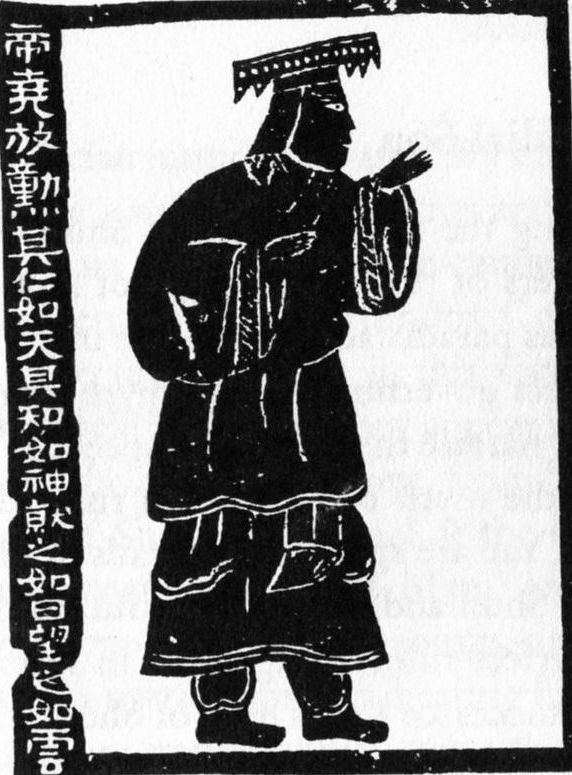
císař Jao
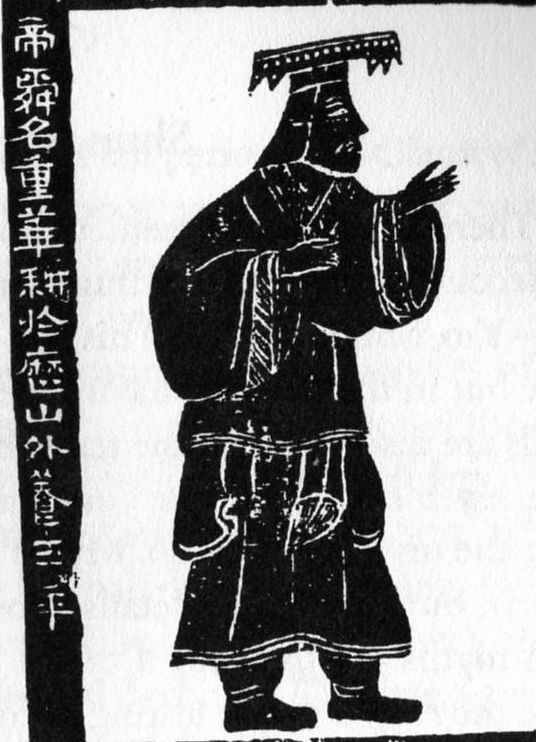
císař Šun
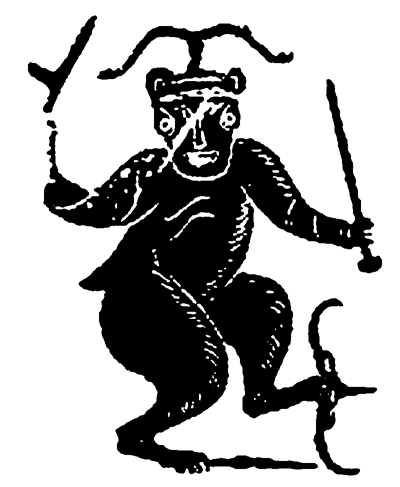
Ši-ju